# Етюд у багряних тонах
«Етю́д у багря́них тона́х», також «Кровавий шлях» (у перекладі Антіна Шебеца) (англ. A Study in Scarlet) — детективна повість шотландського письменника Артура Конан Дойла, що вийшла 1887 року. Це перша поява Шерлока Холмса та доктора Ватсона, які стануть найвідомішим детективним дуетом у популярній літературі. Крім 56 новел, Конан Дойл написав про Холмса лише чотири романи (один з них «Етюд у багряних тонах»). 1890 року вийшов наступний твір автора «Знак чотирьох». «Етюд у багряних тонах» став першим детективним романом, в якому використовують лупу як один із інструментів розслідування.

## Назва книги
Назва роману походить від промови, виголошеної Холмсом, детективом-консультантом, перед своїм другом та біографом Ватсоном про характер його роботи, в якій він описує історію розслідування цього вбивства як «етюд у багряних тонах»: «Убивство багряною ниткою проходить крізь безбарвне прядиво життя, і наш обов'язок ― розплутати її, відокремити, витягти кожен дюйм».

## Сюжет

### Частина 1: Спогади Ватсона

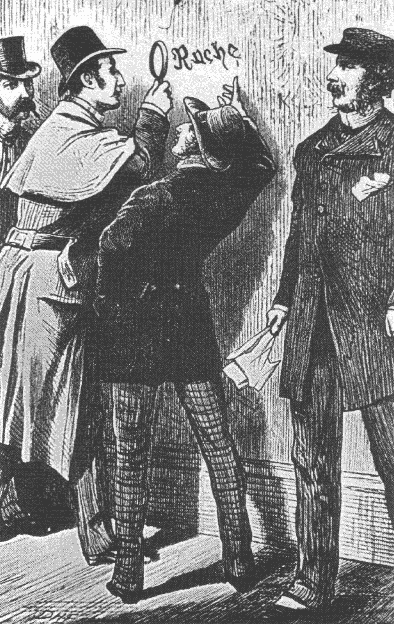
Холмс досліджує за допомогою лупи кривавий напис на стіні. Ілюстрація Д. Фрістона.

У 1881 році лікар Джон Ватсон повернувся до Лондона після Другої англо-афганської війни і шукає квартиру. Його старий друг Стемфорд згадує про свого знайомого Шерлока Холмса, який хоче винайняти житло спільно з кимось, щоб менше платити за оренду. Джон висловлює бажання познайомитися з ним, незважаючи на попередження про його ексцентричність. Згодом Холмс і Ватсон винаймають квартиру на Бейкер-стріт, 221 Б. Шерлок отримує телеграму зі Скотленд-Ярду з проханням про допомогу в розслідуванні справи про вбивство.
У порожньому будинку виявлено труп, як з'ясувалося, заможного чоловіка на ім'я Енох Дребер. Виявляється, що він був у Лондоні зі своїм секретарем Джозефом Стенджерсоном. Причина смерті — отрута. У кишені мерця знайшли телеграму «Дж. Г. в Європі». На місці злочину кров'ю на стіні написано «RACHE» (нім. «помста»). Там знайшли також обручку.
Холмс дізнається, де можна знайти Стенджерсона, і збирається навідатися до нього, але тут з'ясовується, що той убитий: зарізаний у своєму номері в готелі. В кімнаті загиблого виявили маленьку коробку з двома пігулками. Холмс дав обидві пігулки, спочатку одну, а потім іншу, старому та хворому шотландському тер'єру, що помирав. Шерлок вважав, що так полегшить його страждання. Цей експеримент показав, що одна з пігулок нешкідлива, а друга — смертельно отруйна. Тобто вбивця надав рівні шанси собі і загиблому. Холмс зробив висновок, що одна з таких пігулок, безсумнівно, і вбила Дребера.

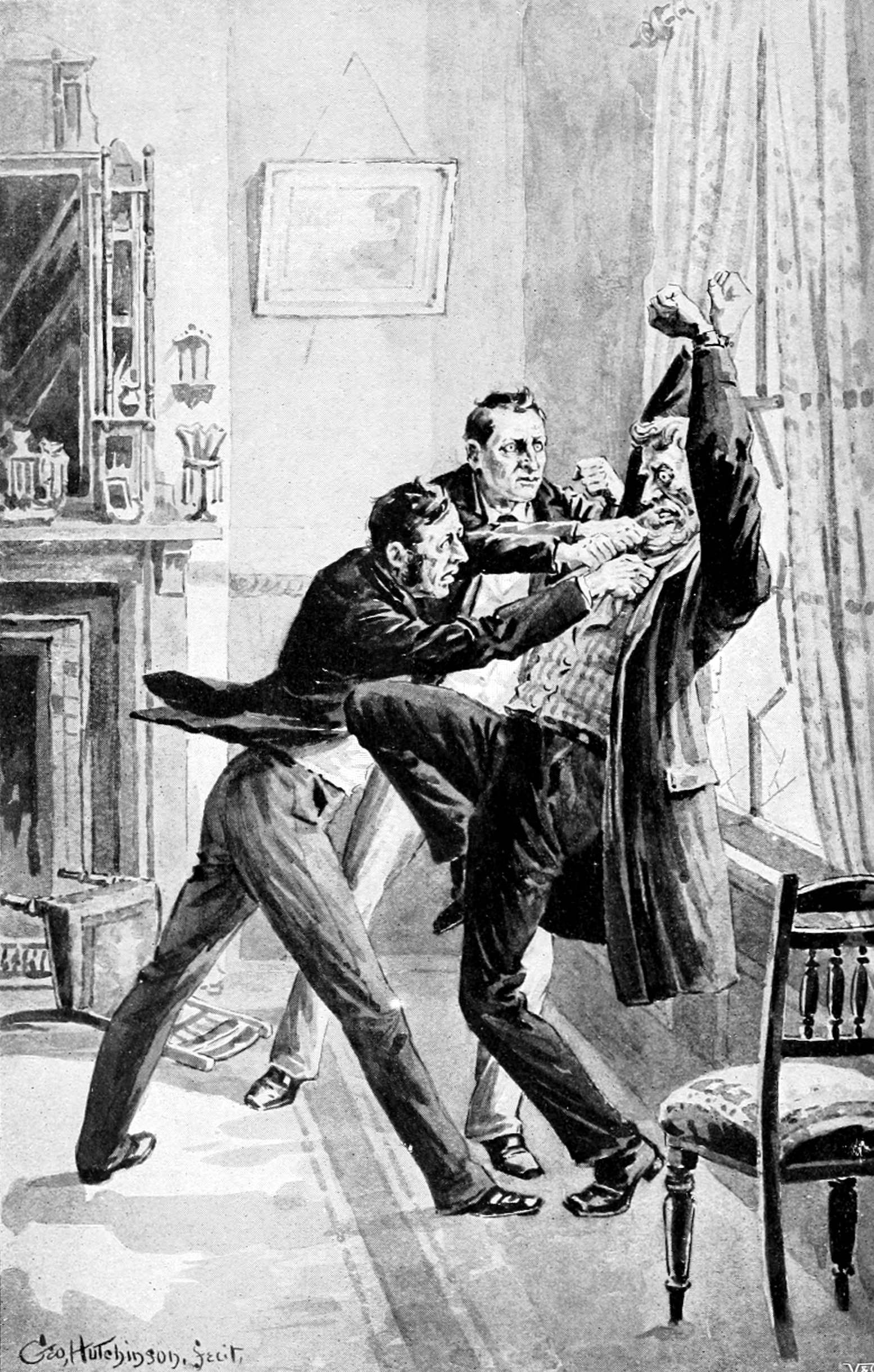
Ілюстрація Джорджа Вайлі Хатчінсона (1892); Арешт Хоупа.

Далі Шерлок дав оголошення в газету про переїзд. З'явився малий Віггінс (ватажок вуличних хлопчаків, яких Холмс іноді наймає, коли вважає це доцільним) і повідомив, що кеб чекає на нього внизу. Шерлок попросив візника піднятися в квартиру і допомогти з багажем. Коли кебмен нахилився і простяг руки до валізи Холмса, той швидко одяг на нього наручники і оголосив присутнім — Лестрейду, Грегсону та Ватсону — «дозвольте відрекомендувати вам містера Джеферсона Хоупа, вбивцю Еноха Дребера та Джозефа Стенджерсона».

### Частина 2: Країна святих
Група з 22-х осіб мандрувала у пошуках кращої долі по Дикому Заходу. Єдині, хто вижив з цієї невеликої групи — Джон Фер'є і маленька Люсі. Обоз мормонів знаходить їх в безнадійному становищі. Вони обіцяють взяти обох з собою в колонію, якщо ті приймуть мормонську віру. Фер'є погоджується. Незабаром група мормонів досягла Юти, де і осіла. Фер'є став шанованим, відомим, багатим чоловіком, вдочерив Люсі і виховував її, але так і не одружився, за що вислуховував докори одновірців, бо мормони могли мати не одну, а декілька дружин.
…того року, коли її батько зробився найбагатшим серед фермерів, вона перетворилася на найгарнішу дівчину в усій Юті
Одного разу в колонії з'явився Джефферсон Хоуп, як виявилося, син старого знайомого Фер'є. Він зупинився в його будинку. Хоуп займався тим, що добував у горах срібло і продавав в Солт-Лейк-Сіті, щоб заробити на розробку відкритих ним же родовищ. У мормонській колонії Джефферсон бував наїздами, переважно через доньку Фер'є. Після чергового приїзду стало ясно, що Хоуп готується до весілля. Коли Джефферсон поїхав, до Фер'є прийшли старшини колонії — верховний — Янг, Дребер, Стенджерсон, Кембел, Джонстон. Янг в ультимативній формі зобов'язав Джона видати свою доньку або за сина Дребера, або за сина Стенджерсона. Поговоривши з донькою, Фер'є вирішив дочекатися повернення Хоупа і втрьох втекти з колонії. Наступного дня Стенджерсон і син Дребера приходять свататися до Люсі. Фер'є в грубій формі випроваджує обох, що в колонії було смертельно небезпечною провиною. Незабаром Янг посилає Фер'є записку:
На спокуту вини тобі дається двадцять дев'ять днів, а потім  ―

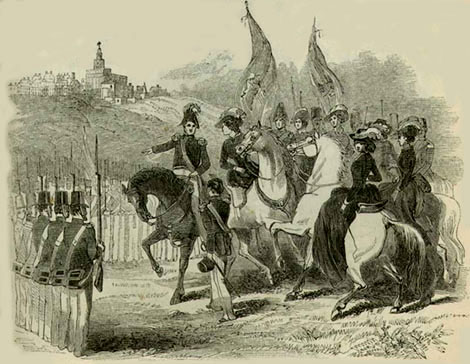
Мормони Легіону Наву

Увечері на 27-й день повертається Хоуп. По дорозі у темряві вони підслуховують пароль і відгук двох мормонів. Втікачі проходять далі через варту, нібито маючи дозвіл від Ради Чотирьох (Дребера, Стенджерсона, Кембела і Джонстона). За втікачами влаштовують гонитву. На другий день закінчуються запаси їжі. Хоуп вирушає на полювання. Вночі він зі здобиччю повертається до місця, де він залишив своїх супутників. Там не виявляється ні Фер'є, ні Люсі. Тільки могила з написом:
Джон Фер'є з Солт-Лейк-Сіті. Помер 4 серпня 1860
Хоуп повертається в колонію, де від мормона Каупера дізнається, що Люсі насильно видали заміж за сина Дребера.
Люсі почала марніти і за місяць померла. Під час похорону здичавілий, обірваний Джефферсон пробирається до гробу, і знімає з її пальця обручку. Хоуп іде в гори, поневіряється, веде дике життя. Через деякий час Джефферсон повертається до своїх колишніх занять. У Неваді він дізнається, що молодші члени мормонської колонії, в тому числі і сини Дребера і Стенджерсона, збунтувалися, відмовилися від мормонської віри і виїхали. Відтоді головною метою життя Хоупа стала помста. Роками він блукав по містах, і нарешті помітив у вікні одного з будинків Дребера-молодшого (далі — Дребер). Того ж дня Хоупа заарештували. Вийшовши з в'язниці після декількох тижнів ув'язнення він прийшов до будинку Дребера, але той вже виїхав до Європи зі своїм секретарем Стенджерсоном-молодшим (далі — Стенджерсон).

### Розв'язка
Зібравши достатньо грошей, Хоуп вирушає до Європи. Наздогнати втікачів було нелегко.
Коли він дістався до Петербурга, вони переїхали до Парижа; він вирушив за ними туди й дізнався, що вони тільки-но перебралися до Копенгагена. До столиці Данії він теж запізнився — кілька днів тому вони помандрували до Лондона, де він нарешті наздогнав їх.
Через деякий час перебування в Лондоні Хоуп нарешті дізнався місце перебування своїх ворогів. Він пішов на роботу кебменом, почав слідкувати за Дребером та його секретарем Стенджерсоном. Помститися їм було нелегко хоча б тому, що вони завжди були разом. Одного разу Хоупу вдалось застати їх нарізно: чоловіки зібрались до Ліверпуля, але запізнились на останній потяг, їм треба було чекати близько чотирьох годин; Дребер, не зважаючи на попередження Стенджерсона поїхав в «особистих справах». Підловивши п'яного недруга, месник відвіз його в попередньо підготоване місце — пустий будинок — зліпок з ключа якого йому випадково дістався — там, давши Дреберу впізнати себе, бо
«Помста не задовольнить месника, коли винуватець не зрозуміє, що дістає відплату за давній гріх»,
він дав йому одну з двох пігулок, згаданих вище. Хоуп вірив, що доля покарає душогуба, так і сталось. Під час розмови та подальших дій, у Джефферсона починає текти з носа кров, якою він і написав те слово «RACHE», намагаючись заплутати слідство. Діставшись наступного дня і до Стенджерсона, Хоуп хотів теж дати йому на вибір одну з двох пігулок, але той почав його душити, змусивши Джефферсона вдарити його ножем в серце.
Розповівши це, Хоуп помер вночі від аневризми аорти, яка мучила нещасного вже довгий час, а тепер, врешті, розірвалась.

## Публікація
Конан Дойл, працюючи лікарем загальної практики в Саутсі, штат Гемпшир, уже публікував короткі розповіді в декількох журналах того часу, наприклад, періодичному виданні «Лондонське товариство». Він написав «Етюд у багряних тонах» у віці 27 років менш ніж за три тижні. Перша поява історії та її головних героїв не дуже зацікавила читачів. Спочатку роман мав назву «Заплутаний клубок», і після багатьох відмов, зрештою, вийшов у видавництві Ward Lock & Co. у «Різдвяному щорічнику Бітона» у 1887 році. На сьогодні відомо лише про 11 повних примірників цього журналу і вони мають велику цінність. Автор отримав 25 фунтів стерлінгів в обмін на всі права (хоча Конан Дойл натомість вимагав роялті). Проілюстрував це видання Девід Генрі Фрістон.
Вперше роман вийшов окремою книгою у липні 1888 року у видавництві Ward, Lock & Co. з ілюстраціями батька автора Чарльза Дойла. 1890 року завдяки компанії JB Lippincott & Co. побачила світ перша американська версія твору. Ще одне видання, опубліковане 1891 року, проілюстрував Джордж Гатчінсон, а німецьке 1902 року ― Річард Гучмідт. З тих пір з'явилося безліч подальших видань, перекладів та драматизацій.

## Зображення мормонізму
Стаття газети Солт-Лейк-Сіті стверджує, що Конан Дойл на запитання про зображення у його творі мормонів, що не гребують викраденням людей, вбивствами та поневоленням, відповів: «Все, що я сказав про групу данітів та вбивства ― це історичні факти, тому я не можу від цього відмовитись, хоча цілком ймовірно, що в художньому творі це виглядає більш жахливо, ніж в історичному творі. Краще облиште це». Дочка Конан Дойла заявила: «Ви знаєте, батько першим визнав би, що його перший роман про Шерлока Холмса був повний помилок щодо мормонів». Історики, пояснюючи ранні погляди автора на мормонізм, припускають, що «Конан Дойл, пожадливий читач, мав доступ, зокрема, до книг Фанні Стенгаус, Вільяма А. Гікмана, Вільяма Джармана, Джона Гайда та Енн Елізи Янг».
Через кілька років після смерті Конан Дойла Леві Едгар Янг, нащадок Бригама Янга і загальновизнаний мормонський авторитет, заявив, що автор «Етюду в багряних тонах» приватно вибачився, «він [Конан Дойл] сказав, що був введений в оману тогочасними працями про церкву» і «написав жахливу книгу про мормонів».
У серпні 2011 року шкільна рада округу Албемарл, штат Вірджинія, вилучила «Етюд в багряних тонах» зі списку обов'язкової літератури для читання в шостому класі після скарг учнів та батьків на зображення у цій книзі мормонів у негативному і зневажливому контексті. Роман перенесли до списків читання для десятикласників і залишається у використанні в шкільних медіа-центрах для всіх класів.

## Адаптації

### Фільми
«Етюд в багряних тонах» серед перших адаптовано для екрану. 1914 року, з дозволу Конан Дойла, Г. Б. Самуельсон зняв однойменний британський німий фільм. У ньому Холмса зіграв Джеймс Брагінгтон, бухгалтер за професією, це був його єдиний акторський досвід за все життя. Він отримав цю роль через схожість з Холмсом, що був зображений на ілюстраціях у книзі. Тепер це втрачений фільм, оскільки ранні німі фільми знімали на неякісну плівку і архівували їх тоді нечасто. Ця робота стала досить успішною для Самуельсона, тому він у 1916 році створив ще одну екранізацію пригод Шерлока Холмса під назвою «Долина страху».
Короткометражний фільм «Етюд в багряних тонах» з Френсісом Фордом у головній ролі вийшов у США в 1914 році, через день після виходу британського фільму з такою ж назвою. Зараз він також втрачений.
Сюжет фільму 1933 року «Етюд в багряних тонах», в якому головні ролі зіграли Реджинальд Оуен (Шерлок Холмс) та Анна Мей Вонг (місіс Пайк), не пов'язаний з романом. Імена деяких персонажів ― чи не єдине, що взяли з однойменної книги (Холмс, Ватсон, місіс Хадсон, інспектор Лестрейд, Вілсон та інші). Сюжет має вражаючу схожість з романом Агати Крісті «І не лишилось жодного» 1939 року.

### Радіо
Едіт Мейзер за романом «Етюд в багряних тонах» створила чотири епізоди в рамках радіосеріалу «Пригоди Шерлока Холмса». Вони виходили в ефірі в листопаді та грудні 1931 року. Річард Гордон у ролі Шерлока Холмса, а Лі Ловелл ― доктора Ватсона.
Частини історії поєднані з «Пригодою Чарльза Огастеса Мілвертона» для сценарію «Доктор Ватсон зустрічається з містером Шерлоком Холмсом», однієї з багатьох радіоадаптацій за участю Джона Гілгуда (Шерлок Холмс) та Ральфа Річардсона (доктор Ватсон). Перша серія вийшла в ефірі програми BBC Light 5 жовтня 1954 року, а також у ефірі радіо NBC 2 січня 1955 року.
Історія адаптована у 1962 році Майклом Гардвіком для радіосеріалу BBC 1952―1969 років, Карлетон Хоббс ― Шерлок Холмс, а Норман Шеллі ― доктор Ватсон. Вона вийшла в ефірі BBC Home Service.
Ще одна британська радіоверсія історії, адаптована Гардвіком, з'явилася 25 грудня 1974 року, Роберт Пауелл ― Шерлок Холмс, Дінсдейл Лендон ― Ватсон. Серед акторів також Фредерік Тревес (інспектор Грегсон), Джон Голліс (інспектор Лестрейд) і Дон Фелловз (Джефферсон Гоуп).
Радіодрама на основі цієї історії виходила в ефірі CBS Radio Mystery Theatre впродовж сезону 1977 року, Кевін Маккарті ― Холмс, Корт Бенсон ― Ватсон.
«Етюд в багряних тонах» адаптовано як перші два епізоди радіосеріалу «Шерлок Холмс» 1989―1998 років. Двосерійна адаптація вийшла в ефір на BBC Радіо 4 в 1989 році, драматизована Бертом Коулзом, Клайв Меррісон ― у ролі Холмса, Майкл Вільямс ― Вотсона, Дональд Гі ― інспектора Лестрейда, Джон Моффат ― інспектора Грегсона.
Роман адаптовано як епізод американського радіосеріалу 2007 року «Класичні пригоди Шерлока Холмса», Джон Патрік Лоурі ― Холмс, Лоуренс Альберт ― Ватсон, Рік Мей ― Лестрейд, Джон Мюррей ― Грегсон.

### Телебачення
У телевізійному серіалі 1954―1955 років (Рональд Говард ― Холмс, Г. Маріон Кроуфорд ― Ватсон) використано лише перший розділ книги як основу для епізоду «Справа про спадщину Каннінгема».
На основі книги знято епізод, який вийшов 23 вересня 1968 року у другому сезоні телевізійного серіалу BBC «Шерлок Холмс», Пітер Кушинг у головній ролі, а Найджел Сток грав доктора Ватсона.
За романом створено другий епізод радянського телевізійного фільму 1979 року, «Шерлок Холмс і доктор Ватсон» (у першому епізоді поєднано історію їхньої зустрічі зі «Спілкою рудих»; у другому епізоді висвітлено справу Джефферсона Гоупа).
У анімаційному телевізійному фільмі 1983 року, створеному компанією Burbank Films Australia, Пітер О'Тул озвучив Холмса. Як в телевізійній адаптації 1968 року за участю Пітера Кушинга, так і в анімаційній версії 1983 року за участю Пітера О'Тула, історія змінена таким чином, що Холмс і Ватсон вже знають один одного і певний час живуть на Бейкер-стріт, 221Б.
«Етюд в багряних тонах» ― одна з історій, відсутня в списку епізодів серіалу «Пригоди Шерлока Холмса» за участю Джеремі Бретта 1984―1994 років. Стівен Моффат зняв вільну адаптацію «Етюду в багряних тонах» під назвою «Етюд у рожевих тонах» як перший епізод телевізійного серіалу «Шерлок» 2010 року за участю Бенедикта Камбербетча в ролі Шерлока Холмса 21 століття та Мартіна Фрімана (доктор Ватсон). Збережено багато окремих елементів історії: напис «RACHE», дві таблетки, потенційно смертельна аневризма вбивці (хоча вона в його мозку, а не в аорті). Однак всі попередні події, які відбувалися в Америці, історія оминає, а мотивація вбивці зовсім інша. Тут також присутній Моріарті, а зустріч Холмса та Ватсона адаптована у вікторіанському стилі у спеціальному епізоді «Бридка наречена».
14 епізод «Геній дедукції» 1 сезону серіалу «Елементарно» містить багато елементів справи Гоупа, включаючи мотивацію помсти. Історію адаптовано ближче до оригіналу в 13 епізоді «Етюд про Шарлотту» 4 сезону.
«Перша пригода» ― перший епізод серіалу «Шерлок Холмс» лялькового театру NHK 2014 року. Він є вільною адаптацією «Етюду в багряних тонах» та «Шести Наполеонів». У ньому Холмс, Ватсон та Лестрейд ― вихованці вигаданої школи-інтернату під назвою «Школа Бітона». Вони з'ясовують, що учень Джефферсон Гоуп помстився Еноху Дребберу та Джозефу Стенджерсону за викрадення годинника. Композиція «Багряна історія», що звучить на початку серіалу, названа на честь роману, а назва «Школа Бітона» частково натхненна «Різдвяним щорічником Бітона».

### Інші ЗМІ
«Етюд в багряних тонах» проілюстровано Сеймуром Московіцем для коміксів «Classics Illustrated» в 1953 році. Роман перетворився на графічний завдяки Innovation Publishing у 1989 році (адаптовано Джеймсом Стенструмом та проілюстровано Нолі Паналіган), видавництву Sterling у 2010 році (адаптовано Ієном Еджінтоном та проілюстровано Ієном Калбардом) та Hakon Holm Publishing у 2013 році (ілюстрації Ніса Джессена).
У 2014 році «Етюд в багряних тонах» знову адаптовано для сцени Грегом Фріменом, Лілою Вілан та Аннабель Браун для Мовчазного театру. Прем'єра відбулася в лондонському театрі «Саутворк» у березні 2014 року.
У лютому 2019 року на фабриці DM Performance Works в Нюрнберзі, Пенсільванія, відбулася вистава «Шерлок Холмс і Багряний Месник» за мотивами «Етюду в багряних тонах», яку адаптував Білл Амос.

## Згадки в інших роботах
У своїй книзі «Нагота ― найкраще маскування» (1974) Семюель Розенберг зазначає подібність між стеженням Джефферсона Гоупа за Енохом Дребером і послідовністю в романі Джеймса Джойса «Улісс», хоча, звичайно, робота Джойса не виходила друком до 1918 року. Кілька інших спільних рис між Конан Дойлом і Джойсом також перераховані в книзі Розенберга.
Британський письменник-фантаст та автор коміксів Ніл Гейман адаптував цю історію, перенісши її до всесвіту письменника жахів Говарда Лавкрафта «Міфи Ктулху». Нова новела має назву «Етюд в смарагдових тонах» (2004) і змодельована з паралельною структурою.